# Gempolmanis
Gempolmanis is een bestuurslaag in het regentschap Lamongan van de provincie Oost-Java, Indonesië. Gempolmanis telt 2336 inwoners (volkstelling 2010).